# Пушкар
Пу́шкар (англ. Pushkar, хинди पुष्कर) — город в округе Аджмер в штате Раджастхан, Индия. Расположен в 14 км к северо-западу от города Аджмера. Пушкар является одним из священных мест паломничества в индуизме. Его часто называют «тиртхарадж» — царь всех мест паломничества (санскр. — «тиртха» — «место паломничества» и «радж» — «царь»).
Пушкар также пользуется большой популярностью среди западных туристов.
Город расположен на берегах священного озера Пушкар. Средняя высота города над уровнем моря составляет 510 метров. Пушкар является одним из древнейших городов Индии. Дата его основания неизвестна, но индуистские предания ассоциируют появление города с творцом Вселенной Брахмой. Говорится, что Брахма, с целью получить даршан Вишну (лицезрение Вишну), совершал в этом месте суровые аскезы в течение 60 000 лет.
В Пушкаре расположено много индуистских храмов. Большинство древних храмов были разрушены мусульманами и впоследствии восстановлены. Наиболее известным является храм Брахмы, построенный в XIV веке. Это один из немногих храмов в мире, посвящённых этому божеству. На берегах озера Пушкар расположены 52 гхата, где паломники принимают омовение в священном озере. Пушкар также известен тем, что ежегодно здесь проходит известная ярмарка верблюдов.

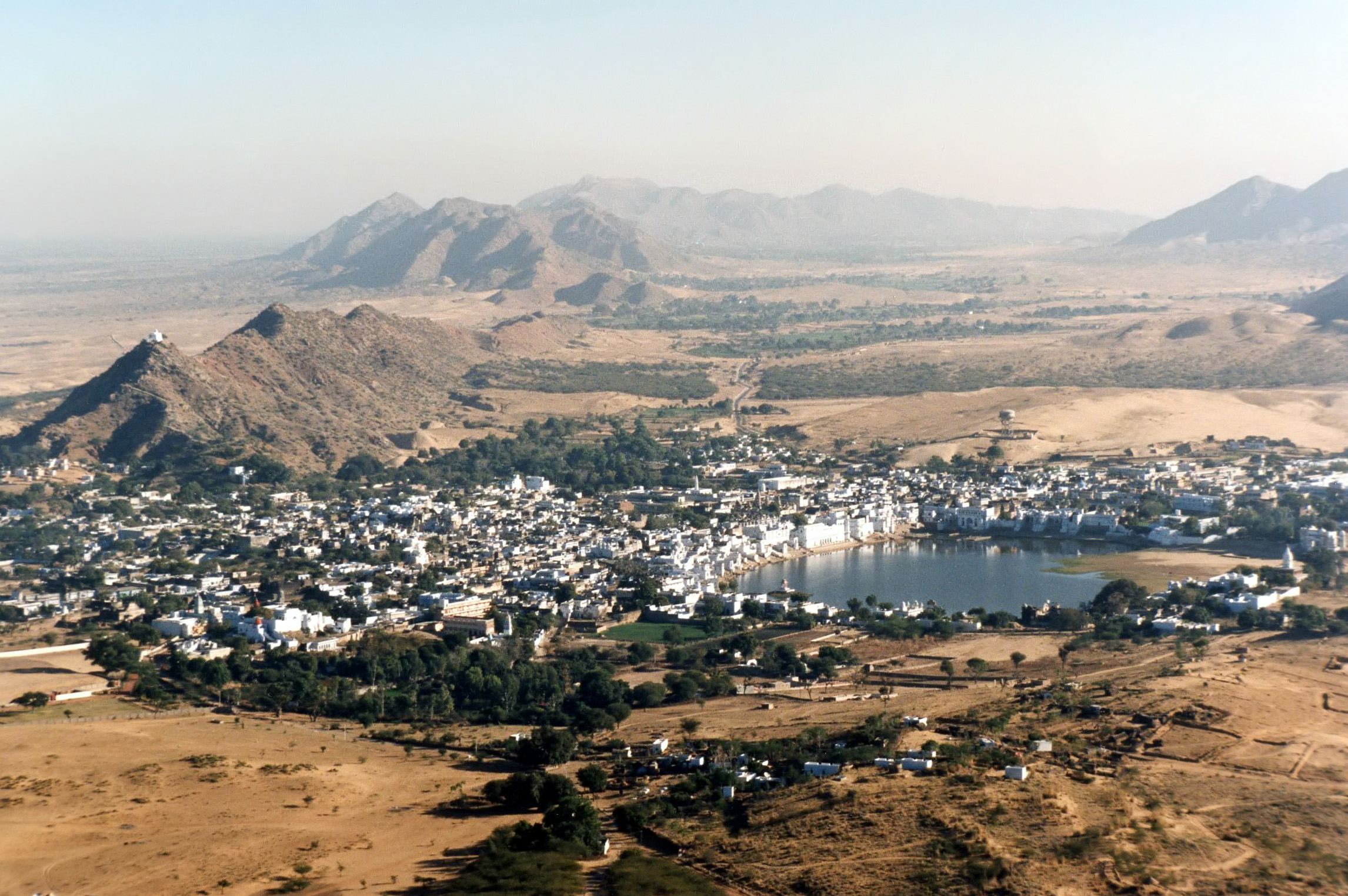

## Этимология
«Пушкар» в переводе с санскрита означает «голубой цветок лотоса». Индуисты верят, что Бог послал лебедя, держащего в клюве цветок лотоса, чтобы в месте, где упадет цветок, Брахма создал великий жертвенник. И место, где упал лотос, было названо «Пушкар».